# 2차 논리

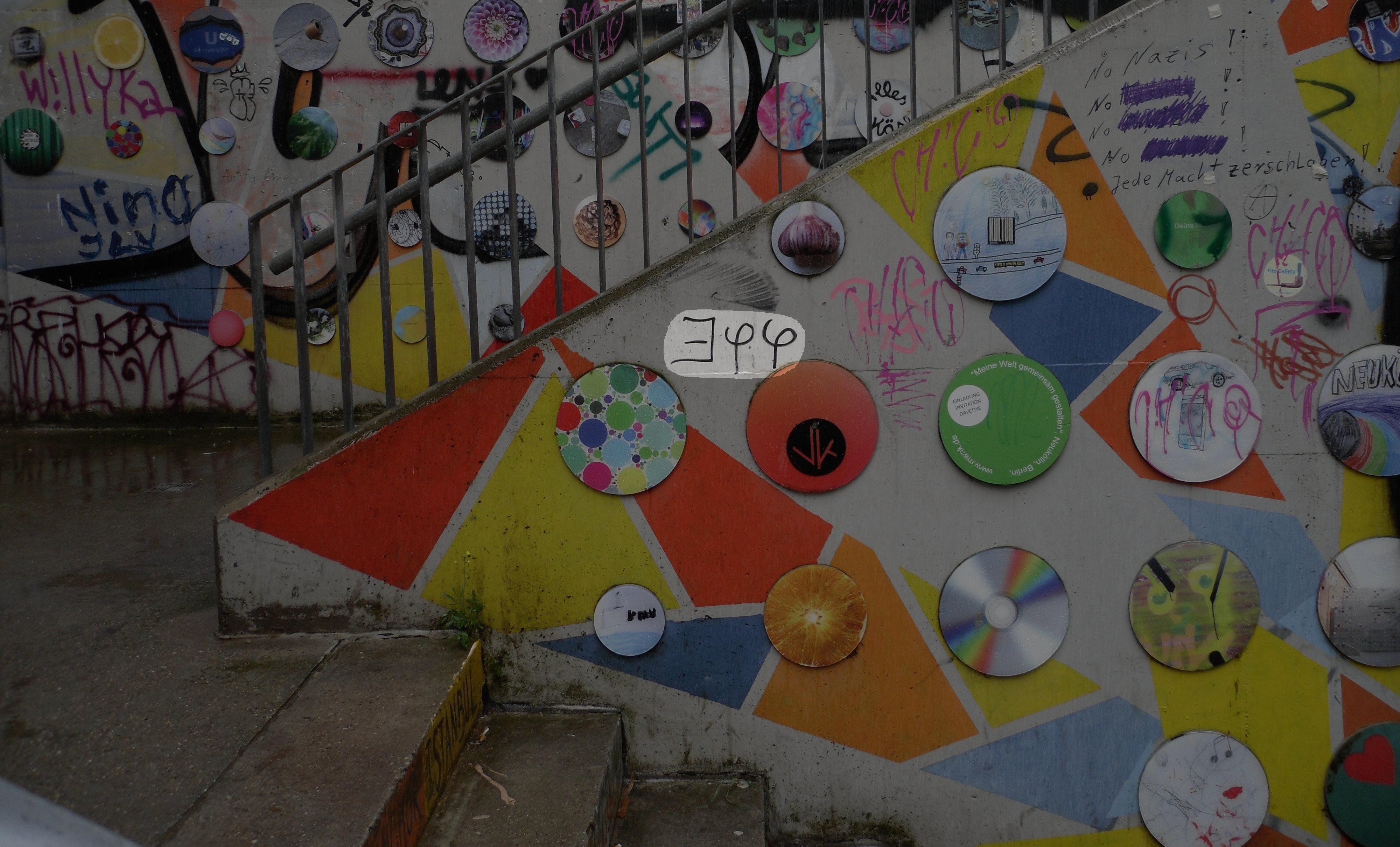
2차 논리의 문장 가 쓰여진 그라피티 (노이쾰른)

수리논리학에서 2차 논리(二次論理, 영어: second-order logic)는 임의의 다항 관계 및 다항 연산에 대한 변수 및 이에 대한 전칭·존재 기호를 사용할 수 있는 논리이다. 1차 논리에서 변수는 사용하는 모형의 원소만을 지칭하지만, 2차 논리에서는 모형 속의 임의의 부분 집합에 대하여 언급할 수 있다. 이에 따라 2차 논리는 1차 논리보다 더 다양한 개념들에 대하여 논할 수 있다. 그러나 2차 논리는 1차 논리와 달리 완전한 증명 체계를 갖지 못하며, 콤팩트성 정리나 뢰벤하임-스콜렘 정리와 같은 중요한 성질들이 성립하지 않는다.

## 정의

### 문법
2차 논리의 문법은 다음과 같은 기호들로 구성된다.
2차 논리의 변수(영어: variable)들은 다음과 같은 가산 무한 개의 종류(영어: sort)에 속한다.
- 각 자연수 {\displaystyle n\in \mathbb {N} }에 대하여, {\displaystyle n}항 연산 변수 {\displaystyle f_{0}^{n},f_{1}^{n},f_{2}^{n},\dots }.
  - 특히, {\displaystyle n=0}일 때, {\displaystyle f_{0}^{0},f_{1}^{0},\dots }는 1차 논리의 변수에 해당한다.
  - 사실, {\displaystyle n>0}인 연산 변수들은 생략할 수 있다.[1]:63 예를 들어, {\displaystyle \forall f_{i}^{n}(\cdots )}는 {\displaystyle \forall R_{i}^{n+1}\left((\forall x_{0},x_{0}',x_{1},x_{2},\dots ,x_{n}\colon R_{i}^{n+1}(x_{0},x_{1},\dots ,x_{n})\land R_{i}^{n+1}(x_{0}',x_{1},\dots ,x_{n})\implies x_{0}=x_{0}')\implies (\cdots )\right)}와 같이 풀어 쓸 수 있다.
- 각 자연수 {\displaystyle n\in \mathbb {N} }에 대하여, {\displaystyle n}항 관계 변수 {\displaystyle R_{0}^{n},R_{1}^{n},R_{2}^{n},\dots }.
  - 특히, {\displaystyle n=1}일 때, {\displaystyle R_{0}^{1},R_{1}^{1},\dots }는 1차 논리 변수들의 집합에 해당한다.

변수 밖에도 다음과 같은 논리 기호들이 사용된다. (이들은 1차 논리와 같다.)
- 전칭 기호 {\displaystyle \forall }와 존재 기호 {\displaystyle \exists }
- 등호 {\displaystyle =}
- 명제 논리 기호 {\displaystyle \land } (논리곱), {\displaystyle \lor } (논리합), {\displaystyle \lnot } (부정) 등
- 괄호 {\displaystyle ()} 및 반점 {\displaystyle ,} 등
- 주어진 {\displaystyle n}항 연산 {\displaystyle {\mathsf {f}}} 및 {\displaystyle n}항 관계 {\displaystyle {\mathsf {R}}}. 예를 들어, 집합론의 언어는 하나의 2항 관계 {\displaystyle \in }를 갖는다. 다른 예로, 순서체의 언어는 2항 연산 {\displaystyle +}와 {\displaystyle \cdot }, 1항 연산 {\displaystyle -}, 0항 연산 {\displaystyle 0}과 {\displaystyle 1}, 그리고 2항 관계 {\displaystyle \leq }를 갖는다.

2차 논리의 항(영어: term)은 다음 문법을 따라야 한다.
- {\displaystyle n}항 연산 변수 {\displaystyle f_{i}^{n}}과 {\displaystyle n}개의 항 {\displaystyle t_{1},t_{2},\dots ,t_{n}}에 대하여, {\displaystyle f_{i}^{n}(t_{1},t_{2},\dots ,t_{n})}은 항이다. (편의상 {\displaystyle n=0}일 때 괄호 {\displaystyle f_{i}^{0}()}를 생략하여 {\displaystyle f_{i}^{0}}로 쓴다.)
- {\displaystyle n}항 연산 {\displaystyle {\mathsf {f}}}와 {\displaystyle n}개의 항 {\displaystyle t_{1},t_{2},\dots ,t_{n}}에 대하여, {\displaystyle {\mathsf {f}}(t_{1},t_{2},\dots ,t_{n})}은 항이다.  (편의상 {\displaystyle n=0}일 때 괄호 {\displaystyle {\mathsf {f}}()}를 생략하여 {\displaystyle {\mathsf {f}}}로 쓴다.)

2차 논리의 논리식(영어: (well formed) formula)은 다음 문법을 따라야 한다.
- {\displaystyle n}항 관계 변수 {\displaystyle R_{i}^{n}}과 {\displaystyle n}개의 항 {\displaystyle t_{1},t_{2},\dots ,t_{n}}에 대하여, {\displaystyle R_{i}^{n}(t_{1},t_{2},\dots ,t_{n})}는 논리식이다.
- {\displaystyle n}항 관계 {\displaystyle {\mathsf {R}}}와 {\displaystyle n}개의 항 {\displaystyle t_{1},t_{2},\dots ,t_{n}}에 대하여, {\displaystyle {\mathsf {R}}(t_{1},t_{2},\dots ,t_{n})}는 논리식이다.
- 두 항 {\displaystyle t_{1}}, {\displaystyle t_{2}}에 대하여, {\displaystyle t_{1}=t_{2}}는 논리식이다.
- 논리식 {\displaystyle \phi }와 {\displaystyle \phi }에 등장하는 {\displaystyle n}항 자유 연산 변수 {\displaystyle f_{i}^{n}}에 대하여, {\displaystyle \forall f_{i}^{n}\phi }와 {\displaystyle \exists f_{i}^{n}\phi }는 논리식이다.
- 논리식 {\displaystyle \phi }와 {\displaystyle \phi }에 등장하는 {\displaystyle n}항 자유 관계 변수 {\displaystyle R_{i}^{n}}에 대하여, {\displaystyle \forall R_{i}^{n}\phi }와 {\displaystyle \exists R_{i}^{n}\phi }는 논리식이다.
- 두 논리식 {\displaystyle \phi }와 {\displaystyle \chi }에 대하여, {\displaystyle \phi \land \chi }와 {\displaystyle \phi \lor \chi } 및 {\displaystyle \phi }에 대하여, {\displaystyle \lnot \phi }는 논리식이다.

여기서, 논리식 {\displaystyle \phi }에 등장하는 연산 변수 또는 관계 변수 {\displaystyle x}가 자유 변수(영어: free variable)라는 것은 {\displaystyle \phi }에 {\displaystyle \forall x}나 {\displaystyle \exists x}가 포함되지 않는 것을 의미한다.

### 의미론
2차 논리의 의미론은 흔히 2차 논리의 모형으로 주어진다. 이 경우, 모형 {\displaystyle \langle X,\dots \rangle }가 주어졌을 때, {\displaystyle n}항 연산 변수는 {\displaystyle X} 위의 모든 (외적 관점에서의) 연산 {\displaystyle X^{X^{n}}}의 값을 가질 수 있으며, {\displaystyle n}항 관계 변수는 {\displaystyle X} 위의 모든 (외적 관점에서의) 관계 {\displaystyle {\mathcal {P}}(X^{n})}의 값을 가질 수 있다. 특히, 1항 관계 변수는 {\displaystyle X}의 모든 부분 집합의 값을 가질 수 있다. 반면, 1차 논리 모형에서는 (집합론의 언어를 사용할 경우, 추이적 모형의 경우) 1차 논리 언어로 정의 가능한 {\displaystyle X}의 부분 집합만을 다룰 수 있다.
2차 논리의 경우, 위와 같은 표준적인 의미론 대신 헹킨 의미론(영어: Henkin semantics)을 사용할 수 있다. 헹킨 의미론에서는 각 변수 종류(영어: sort)가 다른 정의역(영어: domain)을 가질 수 있다. 헹킨 의미론을 사용할 경우 2차 논리는 사실상 1차 논리와 같아진다. 간혹 헹킨 의미론과 구별하기 위하여 전자를 표준 의미론(영어: standard semantics)이라고 하기도 한다.

## 성질
2차 논리의 증명 체계(영어: proof system)는 (순수한 논리 기호만 포함하는, 즉 변수 및 {\displaystyle =,\forall ,\exists ,\lor ,\land ,\lnot }만을 포함하는) 2차 논리 명제에 대하여 증명을 제시하거나 또는 제시하지 않는 함수이다. 증명 체계가 증명을 제시하는 명제를 증명 가능 명제(영어: provable proposition)라고 한다. 여기서 "증명"이란 (주어진 알파벳에 대한) 일련의 문자열을 뜻한다.
괴델의 불완전성 정리에 따라, 2차 논리의 증명 체계는 다음 세 조건을 동시에 만족시킬 수 없다.
- (정당성 영어: soundness) 증명 체계가 증명할 수 있는 모든 명제는 2차 논리의 모든 (표준) 모형에서 참이다.
- (완전성 영어: completeness) 증명 체계는 2차 논리의 모든 (표준) 모형에서 참인 2차 논리 명제를 증명할 수 있다.
- (유효성 영어: effectiveness) 증명들의 집합은 재귀적 집합이다. 즉, 주어진 문자열이 어떤 명제의 증명인지 여부를 항상 종료하는 알고리즘으로 판별할 수 있다.

반면, 1차 논리의 경우 위 세 조건을 만족시키는 증명 체계가 존재한다 (괴델의 완전성 정리).
2차 논리에서는 또한 콤팩트성 정리와 뢰벤하임-스콜렘 정리가 성립하지 않는다.
(위 성질들은 2차 논리의 표준 의미론에 대한 것이다. 헹킨 의미론을 사용하면 이는 1차 논리와 같은 성질들을 갖는다.)

## 역사
고틀로프 프레게는 1879년에 출판된 《개념 표기법》에서 오늘날의 2차 논리와 유사한 논리 체계를 도입하였다.:295 그러나 프레게는 1차 논리와 고차 논리를 구분하지 않았다. 이후 찰스 샌더스 퍼스가 1차 논리와 2차 논리를 구분하였으며, "2차 논리"라는 용어를 도입하였다.:296
헹킨 의미론은 리언 앨버트 헹킨(영어: Leon Albert Henkin, 1921~2006)이 1950년에 도입하였다.
2차 논리에 대하여 윌러드 밴 오먼 콰인은 (이솝 우화에 빗대어) “양의 탈을 쓴 집합론”(영어: set theory in sheep’s clothing)이라고 평하였다.:66, Chapter 5 즉, 2차 논리로는 집합론에 해당하는 여러 개념들(멱집합 등)을 정의할 수 있으며, 또한 적절한 증명 이론을 제시할 수 없으므로, 1차 논리와 달리 2차 ‘논리’는 사실 논리가 아니라는 것이다.
반면, 조지 불로스(영어: George Boolos)를 비롯한 다른 수리철학자들은 콰인의 비판에 반대하여 2차 논리를 옹호하였다.

## 같이 보기
- 1차 논리
- 고차 논리